# Banatul Craiovei

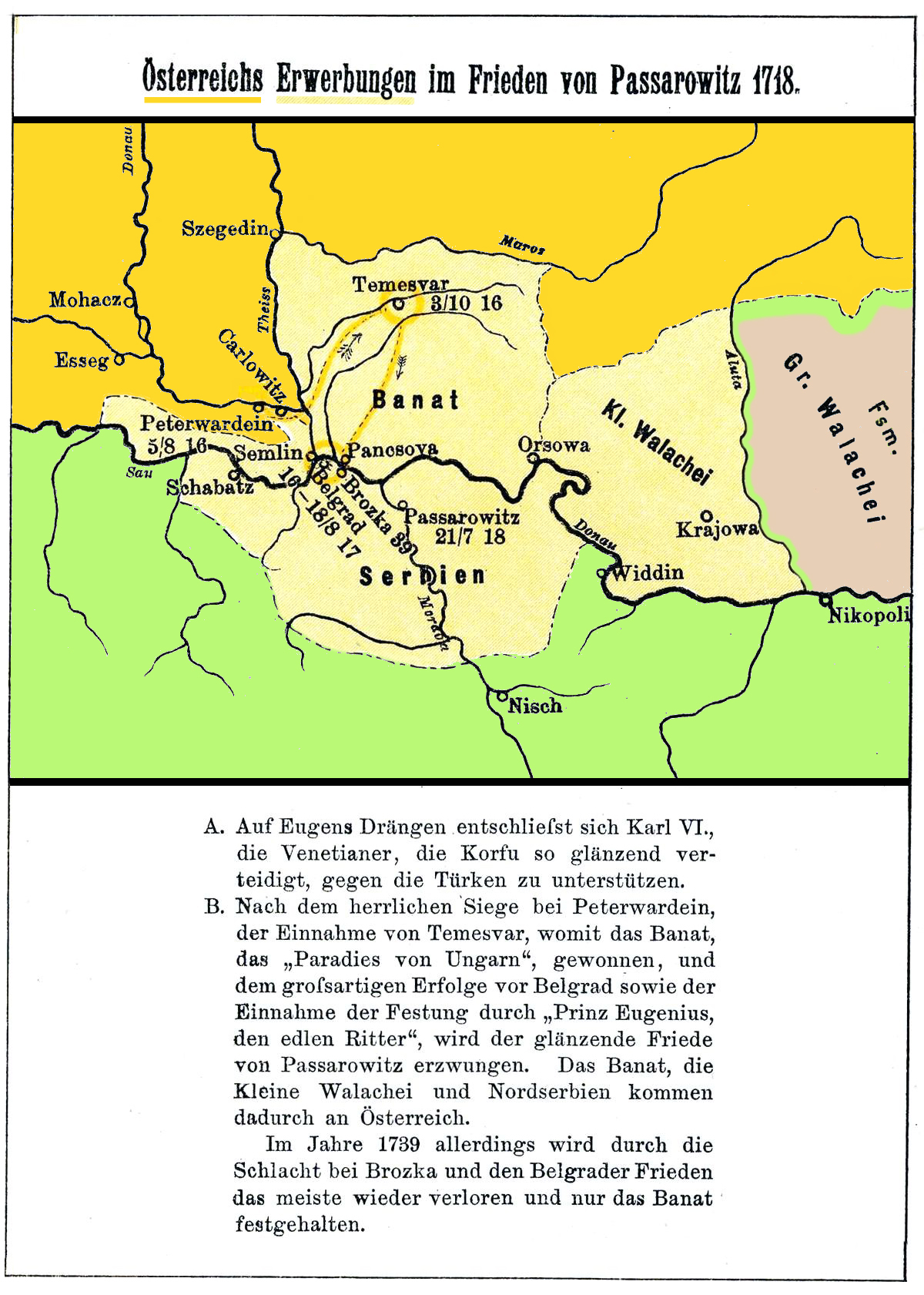
Pacea de la Passarowitz (1718)

Banatul Craiovei (în germană Banat von Krajowa, în latină Principatus Valachiae Cisalutanae, „Principatul Valahiei de dincoace de Olt”), cunoscut și ca  Valahia Imperială (în germană Kaiserliche Walachei; în latină Caesarea Wallachia; în română Chesariceasca Valahie) a fost Oltenia sub dominație austriacă. 
Banatul Craiovei a fost statul succesor al Marii Bănii a Craiovei. Primul conducător al Banatului Craiovei a fost Gheorghe Cantacuzino, cu titlul de ban. În 1726 autoritățile imperiale l-au înlocuit pe Gheorghe Cantacuzino cu generalul Georg Schramm von Otterfels, pentru combaterea mai eficientă a evaziunii fiscale. Acest fapt a marcat începutul germanizării administrației, cu introducerea  absolutismului luminat și colonialismului ca metode de stăpânire.